# Escudo de Vizcaya

Escudo de Vizcaya desde 1986.

El actual escudo de Vizcaya fue aprobado por la Norma Foral 12/86, de 15 de diciembre de 1986 sobre signos de identidad del Territorio Histórico de Vizcaya y rectificado a propuesta de las Juntas Generales en 2007:

En un campo de plata, Una cruz latina de gules resaltada de un árbol (roble) de sinople (verde) sobre tierra de su color, asomando de su copa los tres cabos de la cruz; Bordura de oro, cargada con ocho aspas de gules (rojo).

Escudo histórico de Vizcaya (hasta 1986)

El conjunto está rodeado por una corona formada por dos ramas de roble de sinople con bellotas de oro. Este escudo se basa en las armas tradicionales de los señores de Vizcaya. El árbol que aparece representado es un roble, identificado como el árbol de Guernica. El roble ha sido siempre uno de los elementos de las armas del Señorío de Vizcaya. 
El escudo de Vizcaya incluía desde su creación en el siglo XIV dos lobos pasantes de sable (negro), ambos cebados de un cordero de su color, que fueron el símbolo de la familia Haro y un león, de frente, soporte del escudo que asomaba la cabeza.
En 1894 Sabino Arana, fundador del Partido Nacionalista Vasco, afirmó que los lobos representaban a los señores, por él considerados como «elementos exóticos» en la auténtica tradición histórica vizcaína, aunque Arana desconocía que ambos lobos eran el escudo de armas de Jaun Zuria, héroe mítico fundador del Señorío de Vizcaya, si bien debieron ser una atribución posterior, dado que Jaun Zuria precede el origen de la heráldica y el blasón en Europa Occidental

tomó por armas dos lovos encarniçados, que los topó en saliendo para la dicha batalla (de Padura). Lope García de Salazar "Las Bienandanzas e fortunas".

La propuesta sabiniana eliminaba también la cabeza del león, porque «es el símbolo de los españoles». De manera que tales lobos y leones desaparecieron del escudo nacionalista de Vizcaya y, correspondientemente, del de Euskadi, creado en las mismas fechas. En 1986 los lobos y leones se suprimieron también del escudo oficial de Vizcaya.
Representación del escudo tradicional de Vizcaya en otros países

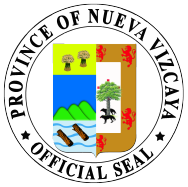
Escudo de Nueva Vizcaya (Filipinas)
Escudo del estado de Durango (México)
Escudo del estado de Coahuila (México)
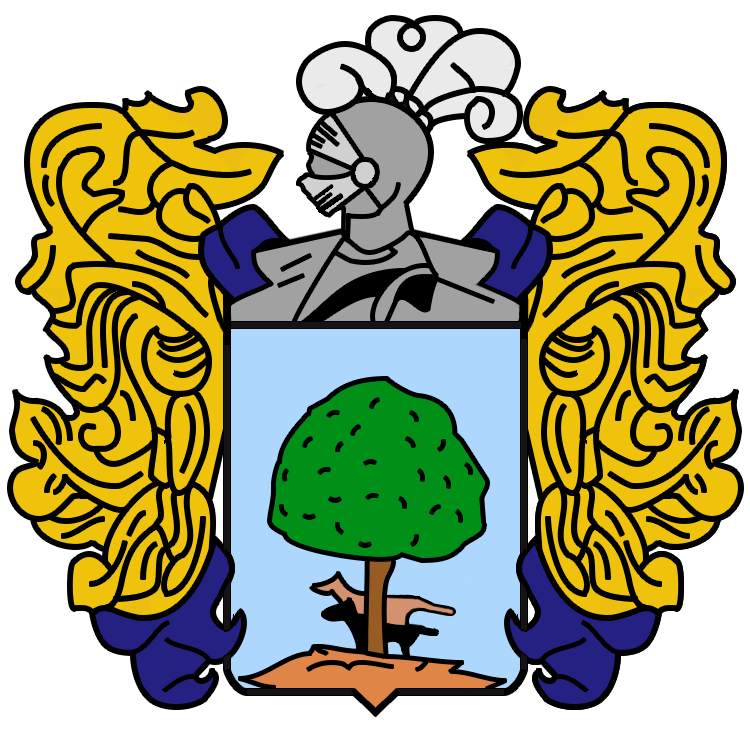
Escudo de Chancay (Perú)